# Burbin (stacja kolejowa)
Burbin (biał. Бурбін; ros. Бурбин) – stacja kolejowa w miejscowości Stara Bielica i 2,4 km od miejscowości Burbin, w rejonie sieneńskim, w obwodzie witebskim, na Białorusi. Położona jest na linii Orsza - Lepel.
Jest to najbliżej położona stacja kolejowa od stolicy rejonu Sienna.